# Bicol Region
Bicol Region (ook wel Regio V) is een van de 17 regio's van de Filipijnen. Het regionale centrum is Legazpi City. Bij de laatste census in 2007 had de regio ruim 5,1 miljoen inwoners.

## Geografie

### Bestuurlijke indeling
Bicol Region is onderverdeeld in zes provincies en 1 onafhankelijke stad (Highly Urbanized City).

#### Provincies
- Albay
- Camarines Norte
- Camarines Sur
- Catanduanes
- Masbate
- Sorsogon

Deze provincies zijn weer onderverdeeld in 6 steden en 107 gemeenten.

#### Stad
- Naga City

## Demografie
Bicol Region had bij de census van 2007 een inwoneraantal van 5.109.798 mensen. Dit zijn 423.129 mensen (9,0%) meer dan bij de vorige census van 2000. De gemiddelde jaarlijkse groei komt daarmee uit op 1,20%, hetgeen iets lager is dan het landelijk jaarlijks gemiddelde over deze periode (2,04%). Vergeleken met de census van 1995 is het aantal mensen met 784.491
(18,1%) toegenomen.
De bevolkingsdichtheid van Bicol Region was ten tijde van de laatste census, met 5.109.798 inwoners op 17.632,5 km², 289,8 mensen per km².